# Igreja de Nossa Senhora dos Aflitos (Fenais da Luz)

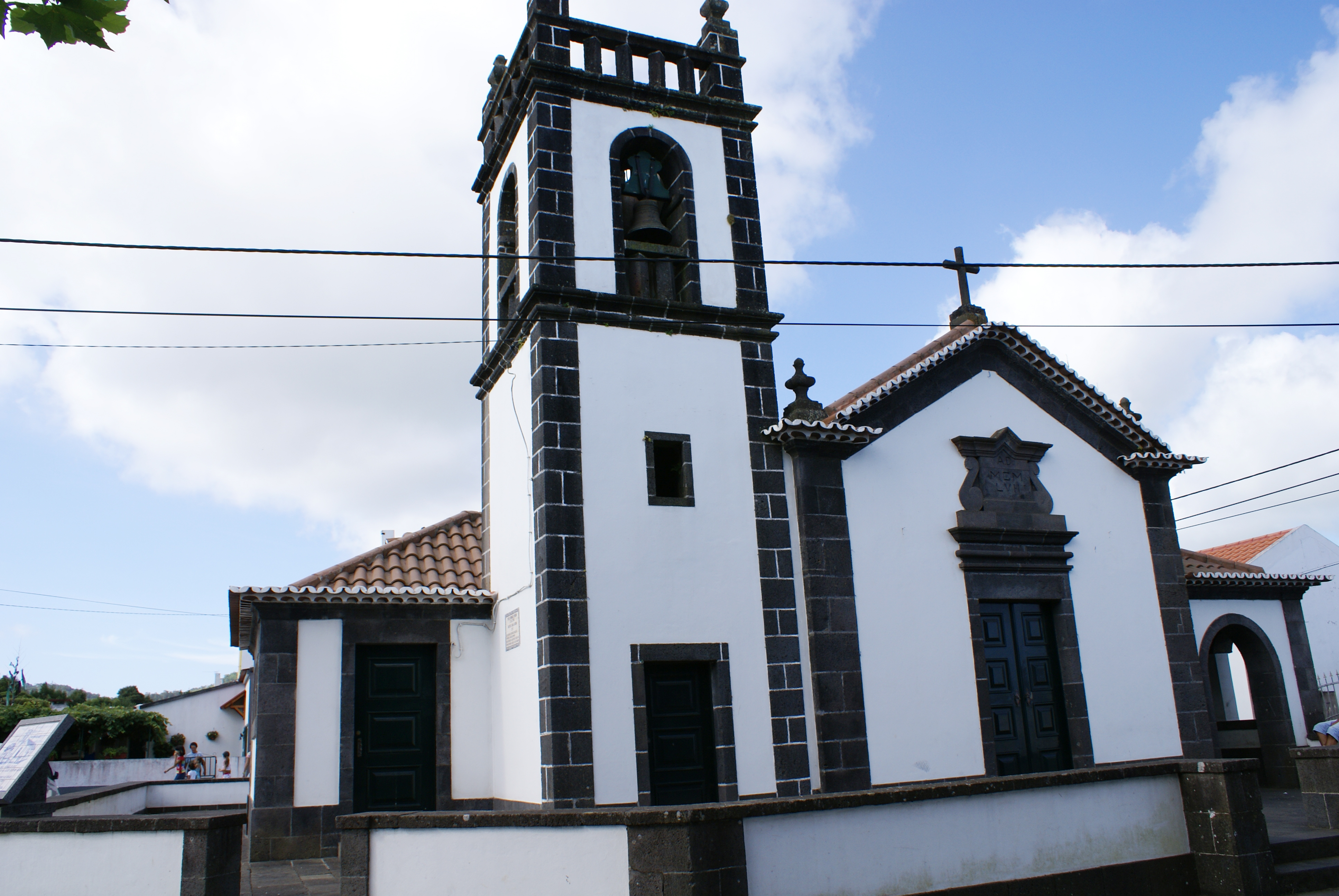
Ermida do Senhor Bom Jesus dos Aflitos, Fenais da Luz.

A Ermida do Senhor Bom Jesus dos Aflitos é uma capela católica portuguesa, de construção recente, localizada na paróquia de Nossa Senhora da Luz Freguesia de Fenais da Luz, no concelho de Ponta Delgada, na ilha açoriana de São Miguel.
Antes existiu nesta localidade uma ermida, cujo nome nos arquivos paroquiais é referida com o nome de Bom Jesus dos Aflitos, de que pouco se conhece.
O Dr. Ernesto do Canto apenas diz na sua “Noticia sobre Igrejas de São Miguel”, que  esta ermida é “de grande devoção onde se fazem romarias”.
Pouco depois da sua edificação foram feitos dois legados à Santa Casa da Misericórdia, a favor desta ermida, por Manuel de Sousa Resendes, homem solteiro e residente no referido lugar dos Fenais.
Por esses legados foram doados àquela Santa Casa 10 alqueires de terra lavradia nos Arrifes, outros 10 nos Fenais da Luz, 3 alqueires de quinta nos Aflitos e dinheiro em moeda viva, para que na ermida fosse celebrada uma missa todos os domingos e dias santificados e a sua conservação se verificasse sempre.
Estas disposições são ainda agora respeitadas pela Santa Casa, tendo a ermida do Senhor Bom Jesus dos Aflitos tido os seguintes padres:
- Padre Ângelo Alfinete,
- Padre José Junipero,
- Padre Manuel M. Machado;
- Padre José P. Alfinete;
- Padre M. Reis Câmara,
- Padre João de Medeiros Cabral;
- Padre António Vieira
- Padre Joaquim do Rego.